# Семёновский историко-художественный музей
Семёновский историко-художественный музей — музей, расположенный в городе Семёнов Нижегородской области.

## История
Семеновский Историко-художественный краеведеский музей был основан в 1934 году художником Георгием Петровичем Матвеевым. Эспозиционные залы музея первоначально располагались в старинном двухэтажном здании, находящемся по улице Матвеева. В 1991 году под музей был передан двухэтажный особняк из красного кирпича по ул. Ванеева, построенный в конце XIX века и ранее принадлежавший купцу-старообрядцу Петру Петровичу Шарыгину.
Город Семенов издавна был центром художественной обработки дерева. Здесь с XVII века были сосредоточены игрушечный, токарный и ложкарный промыслы. Достижения местных жителей, история города и его жителей представлены в экспозициях музей.

## Экспозиции
- Купеческая комната расположена на первом этаже музей. В ней представлен дореволюционный купеческий быт горожан. Комната обставлена предметами дореволюционного периода города.
- На втором этаже расположена экспозиция, рассказывающая о городе Семёнове и его людях со времени основания города до наших дней. В экспозиции представлены материалы об истории Семёновского уезда со времени его заселения, о средних веках и быте старообрядцев.
- Изделия семёновских резчиков по дереву (Д. Н. Мазина, И. Т. Абрамова, Л .П. Левина), начиная от зарождения этого промысла. Экспозиции создана XX веке, в ней собраны сувениры, деревянные предметы быта, игрушки из дерева, папье-маше, федосеевская топорная игрушка, образцы столярной и токарной игрушки.
- Экспозиция о семёновском поэте Борисе Петровиче Корнилове, автора «Песни о встречном» (музыка Д. Д. Шостаковича). В 1937 году поэт был арестован по ложному доносу и расстрелян.
- Зал истории советского и последующих периодов с макетами школьных предметов: глобус, парта, классная доска; со школьной формой советского периода и красном галстуком.